# Mary MacCarthy

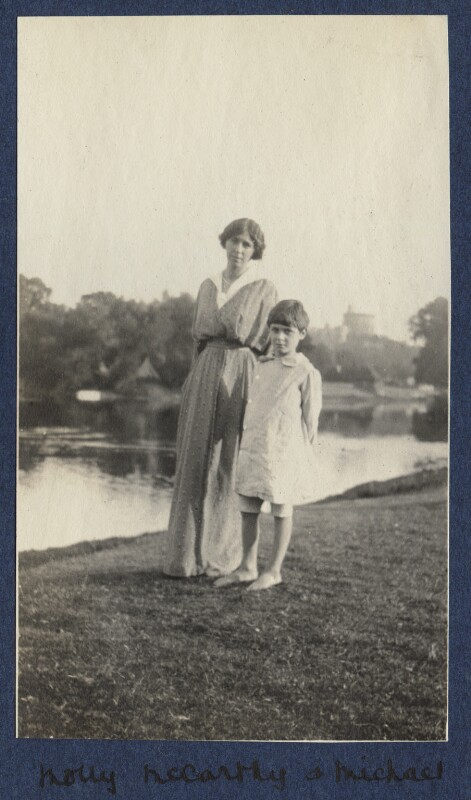
Mary MacCarthy mit Sohn Michael 1915 (Foto von Ottoline Morrell)

Mary (Molly) MacCarthy, geboren als Mary Warre-Cornish, (* August 1882 in Lynton, Devon; † 29. Dezember 1953 in Hampton) war eine britische Schriftstellerin, die mit der Bloomsbury Group verbunden war.

## Leben und Wirken

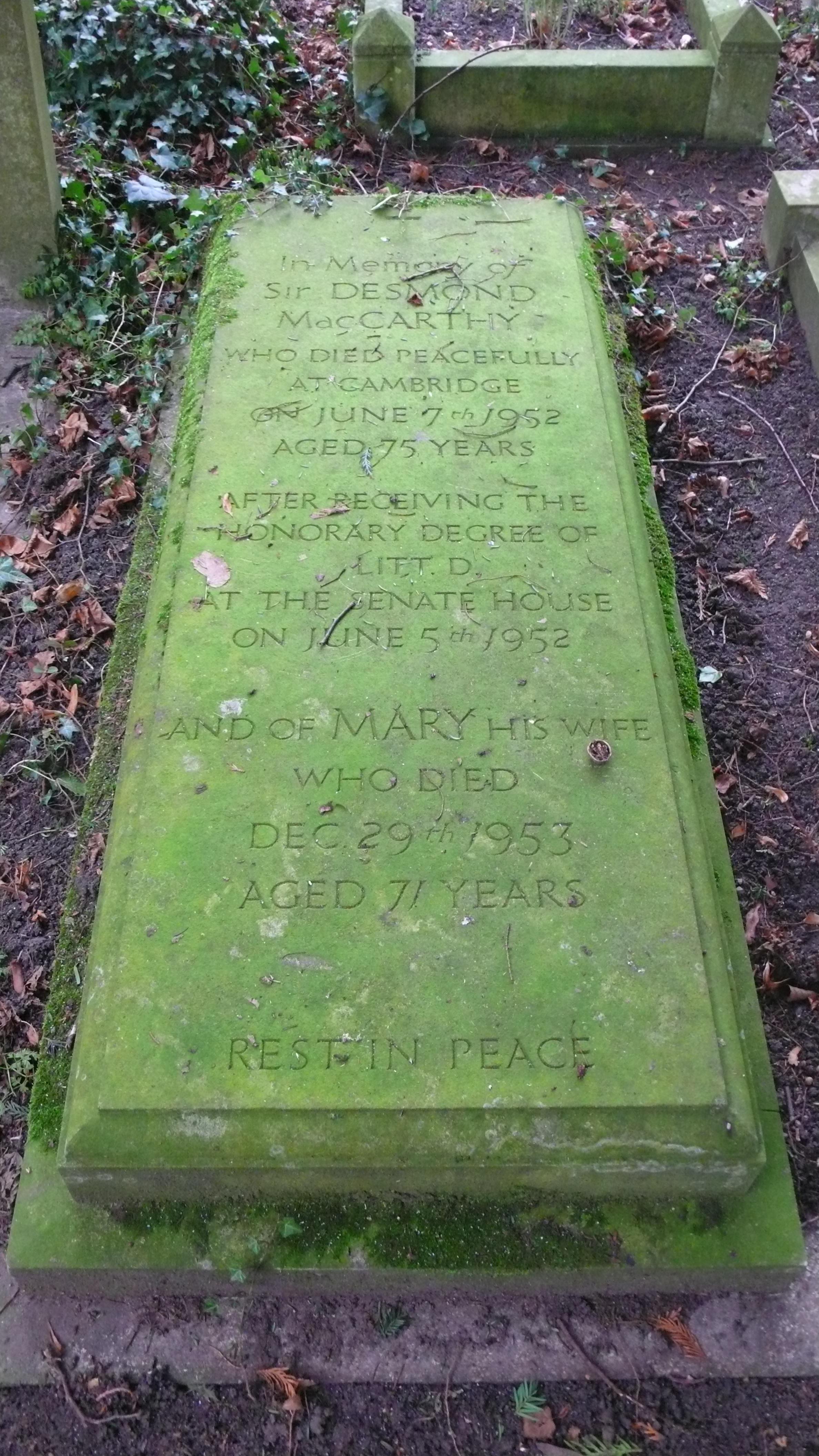
Grabstein von Desmond und Mary MacCarthy

Mary Warre-Cornish war die Tochter des Schriftstellers Francis Warre Warre-Cornish (1839–1916) und Blanche Ritchie (1848–1922). Ihr Spitzname war Molly. Im August 1906 heiratete sie den Journalisten Desmond MacCarthy, mit dem sie zwei Söhne, Michael und Dermod, sowie eine Tochter, Rachel, hatte.
Molly war wie ihr Mann aktiv in der Bloomsbury Group. Sie prägte den Begriff „Bloomsberries“ für deren Mitglieder und gründete 1920 den bis 1964 bestehenden „Bloomsbury Memoir Club“. Sie verschickte Einladungen an zwölf ausgesuchte Mitglieder mit der Absicht, die nach dem Ersten Weltkrieg verstreuten Mitglieder wieder zu vereinen und ihre Schriften und Autobiografien im Freundeskreis darzustellen. Unter den Mitgliedern befanden sich beispielsweise Virginia und Leonard Woolf, Vanessa und Clive Bell, E. M. Forster, Duncan Grant, Roger Fry sowie John Maynard Keynes. Ihre viktorianische Kindheit beschrieb sie in dem 1924 veröffentlichten Titel A Nineteenth Century Childhood.
Die Tochter des Paars, Rachel, heiratete den Biografen David Cecil.
Mary und Desmond MacCarthy sind auf dem Friedhof „Parish of the Ascension Burial Ground“ in Cambridge begraben.

## Veröffentlichungen
- A Pier and a Band (1918)
- A Nineteenth Century Childhood (1924)
- Fighting Fitzgerald and Other Papers (1930)
- Handicaps: Six Studies (1936)
- The Festival, Etc. (1937)